# Belles ! Belles ! Belles !
Pour les articles homonymes, voir Belle.
Cet article concerne une chanson de Claude François. Pour la comédie musicale hommage à Claude François, voir Belles belles belles (comédie musicale).
EPs par Claude François
Le Nabout twist
(mars 1962) Dis-lui
(février 1963)
Belles ! Belles ! Belles ! est le titre d'une chanson et du second EP de Claude François, sortis en 1962. Considéré comme son premier succès, le titre se vend à 600 000 exemplaires. Le scopitone a été réalisé par Claude Lelouch.

## Version de Claude François

### Histoire
En 1962, Claude François est sur le point de se faire radier de la maison de disques Fontana : il passe une audition peu fructueuse et sort un 45 tours, Le Nabout Twist, qui n'obtient aucun succès.
Philips, la maison mère de Fontana, décide toutefois de le garder sous contrat mais il lui faut trouver une chanson efficace. Claude François rend visite à Régine qui lui fait écouter Made to Love des Everly Brothers, une chanson écrite par Phil Everly en 1960, reprise l'année suivante par Eddie Hodges sous le titre Girls, Girls, Girls (Made to Love). Le titre est convoité par Lucky Blondo, lequel connait déjà le succès avec Sheila, mais Claude François parvient à convaincre le producteur Jean-Jacques Tilché de lui réserver la chanson bien qu'il n'en aime pas l'adaptation de la parolière Vline Buggy. Ayant pris contact avec cette dernière et à la suite de plusieurs corrections, le titre devient « Belles ! Belles ! Belles ! ».
Après plusieurs passages dans l'émission Salut Les Copains entre octobre et décembre, le super 45 tours commence à se vendre en janvier 1963, atteignant les 600 000 exemplaires.

### Scopitone
Claude Lelouch réalise un scopitone pour la chanson Belles ! Belles ! Belles !, lors de l'hiver 1962 dans la forêt de Saint-Cloud,. 
Il raconte : « dans la voiture, il m’explique plein d’assurance que d’ici un an, il sera une star et fera mieux que Johnny Hallyday. C’était son obsession. Moi qui étais si copain avec Johnny, c’était un peu gênant. Mon idée était une scène champêtre avec des jolies filles dansant autour de lui en robe cocktail. Mais en arrivant, tout était blanc. Il avait neigé toute la nuit. La contrainte a créé la solution. J’ai damé la neige, mis de l’antidérapant sous les chaussures de Claude François et je l’ai fait danser le mashed potato dans la neige en pull rouge. Jamais je n’aurais eu cette idée autrement ».

### Formats
L'Extended Play (super 45 tours) Belles ! Belles ! Belles ! sort le 27 septembre 1962 et contient trois titres adaptés de succès américains ainsi que Hey Potatoes, version chantée d'un morceau instrumental de Marcel Pomes qu'il avait créé sous son pseudonyme Billy Nash. Claude François est accompagné par Christian Chevallier et son orchestre.
| 1. | Belles ! Belles ! (Made to Love)                      | Claude François, Phil Everly                               | 2:10 |
| 2. | Moi je pense encore à toi (Breaking Up Is Hard to Do) | André Salvet, Georges Aber, Howard Greenfield, Neil Sedaka | 2:20 |

| 3. | Vénus en blue-jeans (Venus in Blue Jeans (en)) | Claude Carrère, Georges Aber, Howard Greenfield, Neil Sedaka | 2:10 |
| 4. | Hey Potatoes                                   | Claude François, Billy Nash                                  | 2:00 |

Une version CD Single sort en 2000 chez Mercury.

### Classements
| Classement (1960)                       | Meilleure position |
| --------------------------------------- | ------------------ |
| France                                  | 4                  |
| Belgique (Ultratop 50 Singles Wallonie) | 5                  |
| Suisse                                  | 13                 |

## Version de Début de Soirée
En 1989, le duo Début de Soirée la reprend à la demande de Jean-Pierre Foucault pour une émission 'spéciale anniversaire Cloclo' de Sacrée Soirée.
Le titre sort en single et est présent sur son premier album Jardins d'enfants.

### Formats
France 45 tours (1990 chez CBS) et  France CD single (1990 chez CBS)
| No | Titre                                | Auteur                                                       | Durée |
| -- | ------------------------------------ | ------------------------------------------------------------ | ----- |
| 1. | Belles ! Belles ! (version 45 tours) | Vline Buggy, Claude François, Phil Everly                    | 3:48  |
| 2. | Refrain d'enfer                      | William Picard, Claude Mainguy, Guy Mattéoni, Sauveur Pichot | 3:45  |

 France Maxi 45 tours (1990 chez CBS)
| No | Titre                          | Durée |
| -- | ------------------------------ | ----- |
| 1. | Belles ! Belles ! (remix club) | 5:07  |
| 2. | Refrain d'enfer (remix club)   | 6:07  |

### Classement
| Classement (1989) | Meilleure position |
| ----------------- | ------------------ |
| France (SNEP)     | 49                 |

## Autres reprises
Informations issues de SecondHandSongs, sauf mentions complémentaires.
- En 1996, C.Jérôme reprend le titre à l'occasion de la sortie de la compilation Les plus belles chansons françaises (1962) aux éditions Atlas;
- En 2003, le titre est repris dans la comédie musicale Belles Belles Belles créée par d'anciens collaborateurs de Claude François (Daniel Moyne, Jean-Pierre Bourtayre et Gérard Louvin) pour rendre hommage à ses titres;
- En 2008, Alexis HK interprète une version pour l'album Claude François, autrement dit;
- En 2016, par M. Pokora sur My Way. Le titre obtient une 149e place au classement national français[17].